# Хафіз ад-Дін аль-Насафі
Абу аль-Баракат Хафіз ад-Дін аль-Насафі (араб. أبو البركات النسفي, також знаний як Іма́м Абу-ль-Барка́т ан-Насафі) — іранський ханафійський учений із Согдіани, тлумач Корану (муфасир) і теолог матуридитів. Знаний завдяки своїй книзі «Тафсир Мадарік аль-Танзіль ва Хакаїк аль-Та'віль» (араб. مدارك التنزيل وحقائق التأويل, «Сприйняття одкровення та істини тлумачення»).
Один з видатних діячів класичного періоду ханафійської юриспруденції та один зі славетних учених матуридиської школи в сунітській традиції, що розвивалася паралельно з ханафійською. Зробив величезний внесок у галузі ісламських наук у Середній Азії, а також поширював ідеї ханафійської школи та її теорій в ісламському світі, залишивши велику наукову спадщину.
Успішно працював у різних галузях ісламознавства, як-от тафсир, фікг і калам. За внесок в ісламські науки ушанований почесним званням «Хафіз ад-Дін» (Захисник релігії).
Його вихваляв Абд аль-Хай аль-Лукнаві, Ібн Хаджар аль-Аскаляні називав його «Алламом світу», а Ібн Тагріберді надав йому почесний титул шейх аль-іслам.
Деякі вчені зарахували його до муджтахідів у ханафійській фікгі.

## Ім'я
Його повне ім'я — Абу аль-Баракат Абдуллах ібн Ахмад ібн Махмуд Хафіз ад-Дін аль-Насафі (Нісба покликання до міста Насаф в Трансоксанії; сучасний Карші на півдні Узбекистану).

## Народження
Дата його народження невідома, але він народився в Ізаджі (нинішній Хузестан в Ірані). Деякі джерела стверджують, що він народився в Насафі в Согдіані (сучасний Південний Узбекистан і Західний Таджикистан).

## Вчителі
Він навчався у деяких вчителів і майстрів:
- Шамс аль-А'їмма Абу аль-Важд Мухаммад ібн Абд ас-Саттар ібн Мухаммад аль-Імаді аль-Кардарі (пом. 642 року хіджри).
- Хамід ад-Дін Алі ібн Мухаммад ібн Алі ад-Дарір ар-Рамуші аль-Бухарі (пом. 666 року хіджри).
- Бадр ад-Дін Джавахір-заду Мухаммад ібн Махмуд ібн Абд-уль-Карім (пом. 651 року хіджри).

## Учні
Його учнями були:
- Музаффар ад-Дін ібн ас-Сааті, автор «Маджма аль-Бахрейн ва Мултака ан-Найірайн» (пом. 694/1294-1295 року).
- Хусам ад-Дін Хусейн ібн Алі ас-Сігнакі, коментатор аль-Хідаю (пом. 714/1314-1315 року).

## Книги
Деякі з його найвідоміших робіт:
- Мадарік аль-Танзіль ва Хакаїк ат-Та'віль (араб. مدارك التنزيل وحقائق التأويل; 'Сприйняття одкровення і істини тлумачення').
- Канз ад-Дакаїк (араб. كنز الدقائق; 'Скарб точності') — звід ісламських правових приписів відповідно до ханіфітської школи шаріату[10].
- Манар аль-Анвар фі Усул аль-фікх (араб. منار الأنوار في أصول الفقه; ' Маяк проливає світло на принципи юриспруденції')[11].
- Умдат аль-Акаїд (араб. عمدة العقائد; 'Основний стовп віри'). Трактат про калам (ісламському богослов'ї), що викладає сунітський догми зі спростуванням доктрин шиїт та інших сект. Робота була видана англійським сходознавцем Вільям Кюртон в Лондон у 1843 під назвою «Умдат Акідат Ахль аль-Сунна ва аль-Джамаат» (араб. عمدة عقيدة أهل السنة والجماعة 'Стовп віри сунітів'), він також написав коментар до цієї книги і назвав її Аль-Ітімад (араб. الاعتماد 'Опора').
- Аль-Мусаффа фі аль-Манзума ан-Насафійя фі аль-Хілафійят (араб. المصفى في شرح المنظومة النسفية في الخلافيات; 'Виклад дидактичної поеми ан-Насафі про розбіжності'). Коментар до книги Абу Хафса Умара ан-Насафі «Аль-Манзума фі аль-Хілафійят», яка є книгою про розбіжності та відмінності між юридичними школами.

## Смерть
Помер 710 року за хіджрою (1310 рік) у Багдаді в п'ятницю ввечері у місяць Рабі аль-авваль. Похований у місті Ізадж, розташованому між Хузестаном й Ісфаганом. Згідно з Кураші й Ібн Тагріберді, його дата смерті була 701 року хіджри (1301 рік).